# Santíssimos Nomes de Jesus e Maria na Via Lata (diaconia)
Santíssimos Nomes de Jesus e Maria na Via Lata (em latim, Ss. Nominum Iesu et Mariae in via Lata) é uma diaconia instituída em 7 de junho de 1967, pelo Papa Paulo VI, pela constituição apostólica More institutoque. Sua igreja titular é Gesù e Maria, na Via del Corso.

## Titulares protetores
- Justinus Darmojuwono, título pro illa vice (1967-1994)
- Avery Robert Dulles, S.J. (2001-2008)
- Domenico Bartolucci (2010-2013)
- Luigi de Magistris (2015-2022)
- Timothy Radcliffe, O.P. (desde 2024)